# 4963 Канроку
4963 Канроку (4963 Kanroku) — астероїд головного поясу, відкритий 18 лютого 1977 року.
Тіссеранів параметр щодо Юпітера — 3,367.